# WinMerge
WinMerge — вільний програмний інструмент для порівняння та злиття текстових файлів. Він використовується для визначення змін між версіями, а також для їх об'єднання. WinMerge працює під Microsoft Windows.
Проєкт WinMerge був призупинений, нині активно розробляється, є однією з найпопулярніших програм на SourceForge.net.

## Основні можливості
- візуальне порівняння і синхронізація текстових файлів
- гнучкий редактор з підсвічуванням синтаксису, можливістю показати номери рядків, і автоматичним перенесенням тексту
- підтримує формати текстових файлів DOS, UNIX і Macintosh
- порівняння директорій
- вміє створювати patch-файли
- підсвічування синтаксису для багатьох мов програмування, зокрема C/C++, Java, Pascal, BASIC, JavaScript, Python
- підтримка декількох кодових сторінок
- інтеграція з системами контролю версій TortoiseSVN, Microsoft Visual SourceSafe і Rational ClearCase
- робота з архівами за допомогою 7-Zip
- користувацький інтерфейс підтримує кілька мов

## Виноски
1. ↑  Переводы — WinMerge [Переклади — WinMerge] (російською) . Архів оригіналу за 29 січня 2022. Процитовано 29 січня 2022.
2. ↑  Архівована копія. Архів оригіналу за 12 листопада 2012. Процитовано 20 листопада 2011.{{cite web}}:  Обслуговування CS1: Сторінки з текстом «archived copy» як значення параметру title (посилання)
3. ↑  SourceForge: The OS Wars: We Have A Winner. Архів оригіналу за 29 січня 2022. Процитовано 29 січня 2022.